# Simca 8
Der Simca 8 war ein Wagen der unteren Mittelklasse, den der Automobilhersteller Simca, Tochterunternehmen des italienischen Automobilkonzerns Fiat, von 1938 bis 1951 als Nachfolger des Simca-Fiat 6 CV baute.

## Geschichte
Der Simca 8 wurde auf dem Pariser Automobilsalon im Oktober 1937 der französischen Öffentlichkeit präsentiert und stammte vom Fiat 1100 508 C „Nuova Balilla“ ab. Er wurde ab April 1938 in der Simca-Fiat-Fabrik in Nanterre in italienischer Lizenz gebaut. Er verkaufte sich gut als Konkurrenzmodell zum Peugeot 202 und zum Renault Juvaquatre.

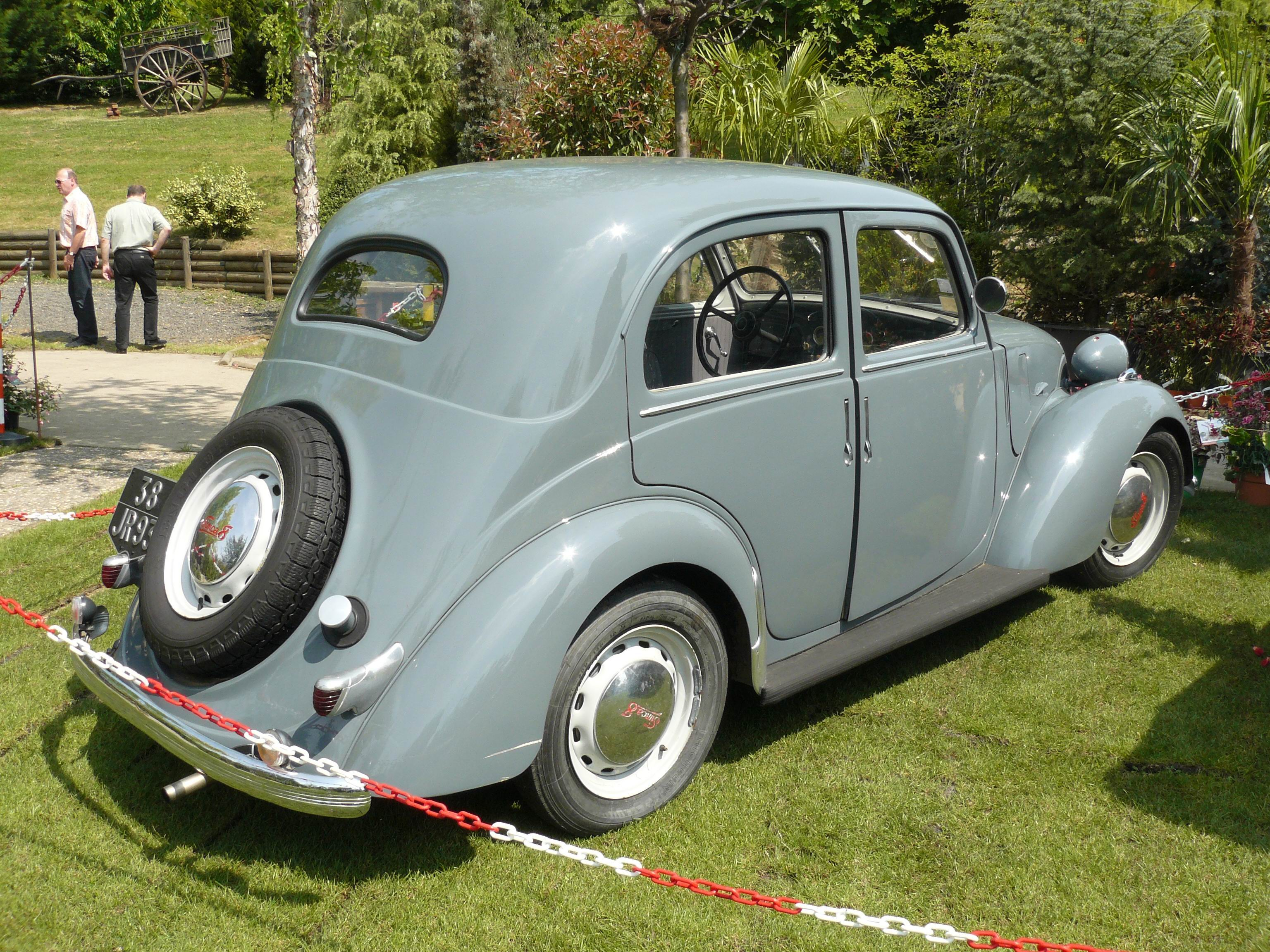
Heckansicht eines Simca 8 als 4-Türige Limousine

Der Simca 8, der dem Fiat 1100 genau entsprach, hatte eine Fahrzeugfront mit eiförmigem Kühlergrill und einzeln stehende, runde Scheinwerfer. Die Karosserie war sehr viel stromlinienförmiger als die des Vorgängers Simca-Fiat 6 CV.
Die Türen der 4-türigen Limousine waren an den A- und C-Säulen angeschlagen; die vorderen also vorne und die hinteren hinten. Man nannte das „Portes antagonistes“. Mit diesem Modell wurde die unabhängige Marke „Simca“ geboren, deren Emblem eine Schwalbe zeigte.
Der Motor war der bekannte Vierzylinderreihenmotor von Fiat mit 1089 cm³, der 32 PS (23,5 kW) bei 4200/min leistete. Er hatte, wie viele Fiat-Motoren, eine OHV-Ventilsteuerung. Die Vorderräder waren einzeln aufgehängt und hinten hatte der Wagen eine angetriebene Starrachse. Die Trommelbremsen an allen 4 Rädern waren hydraulisch betätigt. Die mit Vierganggetriebe ausgestatteten Wagen erreichten eine Höchstgeschwindigkeit von 110 km/h.
Der Simca 8 blieb nach Wiederaufnahme der Geschäfte nach dem Zweiten Weltkrieg noch etliche Jahre im Angebot.
In Italien hatte Fiat den ersten 1100 schon durch das Modell Fiat 1100 B ersetzt, wovon der Simca 8 durch die Umkonstruktion der vorderen Stoßfänger, des Kühlergrills, der Motorhaube und des Kofferraumdeckels profitierte. Bei dieser Gelegenheit erhielt der Simca 8 außerdem einen Motor mit 1221 cm³ Hubraum und einer Leistung von 41 PS (30 kW). Dieser Motor sollte später auch im Nachfolger Simca 9 eingesetzt werden.
1948 stellte Simca den Simca 8 Sport vor, dessen Karosserie Pininfarina entworfen hatte und der im Auftrag von Simca bei Facel Métallon gebaut wurde. Der Motor des Sportwagens leistete bei gleichem Hubraum 50 PS (37 kW) und erreichte eine Höchstgeschwindigkeit von 135 km/h.
Die Fertigung dieses Sportwagens wurde 1952 eingestellt. In dieser Zeit galt er als schönster Wagen Frankreichs.
Die Limousine blieb bis Ende 1951 im Angebot. Dann wurde sie durch den Simca 9, den bekannten Simca Aronde, ersetzt.
Insgesamt verließen 113.165 Exemplare des Simca 8 die Produktionsbänder in Nanterre.

## Sporterfolge
- 24-Stunden-Rennen von Le Mans 1939: Sieger der 1,1-Liter-Klasse, mit Amédée Gordini und José Scaron (10. der Gesamtklassements), Zweiter Guy Lapchin und Charles Plantivaux (13. des Gesamtklassements), vier Piloten des Rennstalls Gordini;
- Coupe de Paris 1945: 1,5-Liter-Klasse. (Amédée Gordini);
- Coupe des Alpes 1949: Sieger der 1,1-Liter-Klasse, mit Robert Manzon;
- Rallye Lyon-Charbonnières 1949: (Blondel und Monestier);
- Rallye Marokko 1950: (Charles Preynat);
- Rallye du Var 1950: (Dekuypert);
- Damenpokal bei der Rallye Monte Carlo 1950: (Germaine Rouault);
- Grand Prix d’Agadir 1951: Klassensieg (Robert Amic);
- Rallye Polen 1957: Klassensieger Gruppe 5 Tourenwagen, mit Bolesław Majkowski.

(Bemerkung: Nach dem Krieg war der Simca 8 erneut Zweiter in der 1,1-Liter-Klasse beim 24-Stunden-Rennen von Le Mans 1949 mit N.J. Mahé und R. Crovetto (14. des Gesamtklassements).)